# Единицы физических величин
Едини́ца физи́ческой величи́ны (едини́ца величи́ны, едини́ца, едини́ца измере́ния) (англ. Measurement unit, unit of measurement, unit; фр. Unité de mesure, unité) — физическая величина фиксированного размера, которой условно по соглашению присвоено числовое значение, равное {\displaystyle 1}. С единицей физической величины можно сравнить любую другую величину того же рода и выразить их отношение в виде числа. Применяется для количественного выражения однородных с ней физических величин. Единицы измерения имеют присвоенные им по соглашению наименования и обозначения.

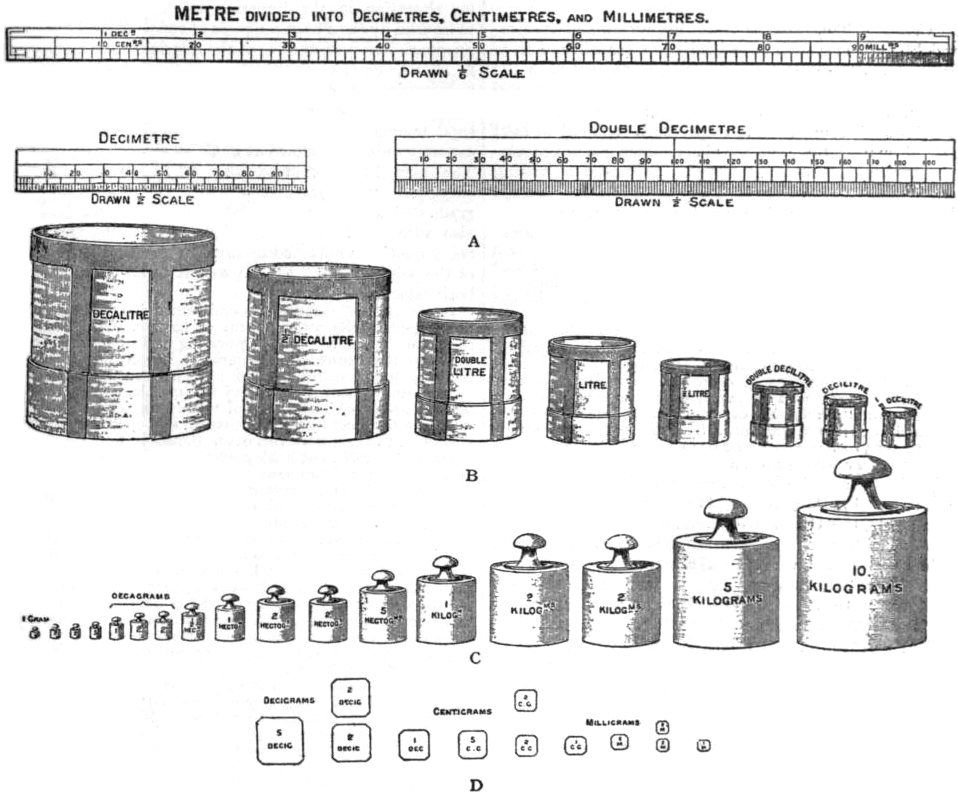
Изображение единиц метрической системы

Число с указанием единицы измерения называется именованным.
Различают основные и производные единицы. Основные единицы в данной системе единиц устанавливаются для тех физических величин, которые выбраны в качестве основных в соответствующей системе физических величин. Так, Международная система единиц (СИ) основана на Международной системе величин (англ. International System of Quantities, ISQ), в которой основными являются семь величин: длина, масса, время, электрический ток, термодинамическая температура, количество вещества и сила света. Соответственно, в СИ основными единицами являются единицы указанных величин.
Размеры основных единиц устанавливаются по соглашению в рамках соответствующей системы единиц и фиксируются либо с помощью эталонов (прототипов), либо путём фиксации численных значений фундаментальных физических постоянных.
Производные единицы определяются через основные путём использования тех связей между физическими величинами, которые установлены в системе физических величин.
Существует большое количество различных систем единиц, которые различаются как системами величин, на которых они основаны, так и выбором основных единиц.
Государство, как правило, законодательно устанавливает какую-либо систему единиц в качестве предпочтительной или обязательной для использования в стране. В Российской Федерации в соответствии с Положением о единицах величин, допускаемых к применению в Российской Федерации, используются единицы величин системы СИ. Это же положение устанавливает правила, касающиеся использования единиц измерения. Метрология непрерывно работает над улучшением единиц измерения и основных единиц и эталонов.
Использование термина «единица измерения» противоречит нормативным документам и рекомендациям метрологических изданий, однако он широко употребляется в научной и справочной литературе.
Правила написания обозначений единиц измерений при производстве научной литературы, учебников и другой полиграфической продукции определены ГОСТ 8.417—2002 «Государственная система обеспечения единства измерений». В печатных изданиях допускается применять либо международные, либо русские обозначения единиц. Одновременно применение обоих видов обозначений в одном и том же издании не допускается, за исключением публикаций по единицам физических величин.

## История
Единицы измерения были среди самых ранних инструментов, изобретённых людьми. Первобытные общества нуждались в элементарных мерах для решения повседневных задач: строительства жилищ определённого размера и формы, создания одежды, обмена продуктами питания или сырьём.
Самые ранние известные единые системы измерения, по всей видимости, были созданы в 4-м и 3-м тысячелетиях до н. э. древними народами Месопотамии, Египта, долины Инда, а также, возможно, Персии.
Упоминания веса и меры имеются в Библии (Книга Левит 19:35—36) — это заповедь быть честным и иметь справедливые меры.
В Великой хартии вольностей 1215 года — соглашении короля Иоанна Безземельного с баронами Англии — в пункте 35 указано: «Одна мера вина пусть будет по всему нашему королевству, и одна мера пива, и одна мера хлеба, именно лондонская кварта, и одна ширина крашеных сукон и некрашеных и сукон для панцирей, именно два локтя между краями; то же, что о мерах, пусть относится и к весам».

### Введение метрической системы
На начало XXI века во всём мире всё ещё используется множество систем единиц: британская, международная система и др. Первые целенаправленные усилия по разработке приемлемой для всех системы единиц датируются 1790 годом, когда Национальное собрание Франции поручило Французской академии наук создать универсальную систему единиц. Эта система была предшественником метрической системы — одного из самых судьбоносных завоеваний Великой французской революции.
В 1875 году между 17 странами был подписан договор о Метрической конвенции. С подписанием этого договора были учреждены Международное бюро мер и весов и Международный комитет мер и весов и положено начало Генеральным конференциям по мерам и весам (ГКМВ), собирающимся обычно раз в четыре года. Эти международные органы создали нынешнюю систему СИ, которая была принята в 1954 году на 10-й ГКМВ и утверждена на 11-й ГКМВ в 1960 году.
16 ноября 2018 года в Версале во Дворце конгресса состоялась сессия 26-й ГКМВ, закрепившая новые определения четырёх из семи базовых единиц Международной системы единиц СИ (килограмма, ампера, кельвина и моля) и положившая конец зависимости СИ от конкретного материального объекта — международного платино-иридиевого прототипа килограмма (существующего с 1889 года), который будет официально заменён новой реализацией в виде физического эксперимента, основанного на значении постоянной Планка.

## Системы единиц измерения

### Метрические системы
- СИ
- СГС
- МКС
- МКГСС
- МТС
- МСК
- МКСЛ

### Системы естественных единиц измерения
- Атомная система единиц
- Стоуниевские единицы
- Планковские единицы
- Геометрическая система единиц
- Единицы Лоренца — Хевисайда

### Традиционные системы мер
- Русская система мер
- Английская система мер
- Французская система мер
- Китайская система мер
- Японская система мер
- Давно устаревшие (древнегреческая, древнеримская, древнеегипетская, древневавилонская, древнееврейская)

## Единицы измерения, сгруппированные по физическим величинам
- Единицы измерения массы (масса)
- Единицы измерения температуры (температура)
- Единицы измерения расстояния (расстояние)
- Единицы измерения площади (площадь)
- Единицы измерения объёма (объём)
- Единицы измерения информации (информация)
- Единицы измерения времени (время)
- Единицы измерения давления (давление)
- Единицы измерения потока тепла (поток тепла)
- Система относительных единиц (электроэнергия)